# Sandoz
Die Sandoz Group AG (kurz Sandoz) ist ein Pharmaunternehmen mit Sitz in Basel. Seit 4. Oktober 2023 ist es an der Schweizer Börse notiert.
Bis zur Abspaltung im Jahr 2023 war Sandoz ein Teilkonzern des Pharmakonzerns Novartis, der 1996 durch Fusion von Sandoz mit Ciba-Geigy entstand. Unter der Marke Sandoz waren die gesamten Generikaaktivitäten der Novartis-Gruppe gebündelt.

## Geschichte

Namensaktie über 250 Franken der Sandoz AG vom 2. April 1969

Gegründet wurde das Unternehmen 1886 durch Alfred Kern und Edouard Sandoz in Basel (Schweiz) als Anilinfabrik (= Grundstoff für die Farbenherstellung). Bereits 1895 erfolgte dann die Produktion der ersten pharmazeutischen Substanz namens Antipyrin zur Fiebersenkung. 1917 stieg Sandoz durch die Einstellung von Arthur Stoll in die pharmazeutische Forschung ein und expandierte während der darauf folgenden Jahrzehnte bis zum Ende der sechziger Jahre mit bis zu 40 Tochtergesellschaften weltweit.
1982 wurde der Knäckebrothersteller Wasa übernommen. 1986 erwarb man von der Velsicol Chemical Corporation deren Bereich für Agrochemie.
1995 wurde die Sparte Spezialitätenchemie als eigenes Unternehmen unter dem Namen Clariant mit Sitz in Muttenz verselbständigt. Am 20. Dezember 1996 fusionierte Sandoz mit dem Unternehmen Ciba-Geigy. Dem neuen Gesamtkonzern wurde der Name Novartis gegeben. Der Markenname Sandoz war im pharmazeutischen Geschäft daraufhin nur noch für frei verkäufliche Arzneimittel wie z. B. Calcium-Sandoz präsent.
In ihrem letzten Geschäftsjahr als eigenständiges Unternehmen erzielte Sandoz 1995 mit 49.882 Mitarbeitern einen Umsatz von 15,2 Milliarden Schweizer Franken. Davon entfielen rund 7,1 Milliarden Franken auf den Bereich Pharma, 2,3 Milliarden Franken auf den Bereich Industrie und Chemie, 2,2 Milliarden Franken auf das Agribusiness und 3,7 Milliarden Franken auf Ernährung und sonstige Bereiche. Laut Novartis-Geschäftsbericht 2016 hatte die Sparte Sandoz im Jahr 2016 einen Umsatzanteil von 21 % des Gesamtumsatzes von Novartis, was 10,1 Milliarden US-Dollar entspricht.

## Neuere Entwicklung

Standort der Sandoz AG in Basel, 1961

Der ehemalige Unternehmensname Sandoz wurde im Mai 2003 mit der Zusammenführung der weltweit verschieden benannten Generika-Unternehmen des Mutterkonzerns Novartis unter dem einheitlichen Markennamen Sandoz mit Sitz Wien reaktiviert. Neben dem Namen wurde auch das vor der Fusion benutzte Firmenlogo übernommen. Im Februar 2005 übernahm Novartis die Hexal AG und Eon Labs. Durch die Eingliederung in Sandoz entstand der zweitgrösste Generika-Konzern weltweit und der grösste auf dem deutschen Markt mit einem Jahresumsatz von 7,6 Milliarden US-Dollar (2008) und über 23'000 Mitarbeitern in 130 Ländern. Der Sitz ist seit 2005 Holzkirchen. Schweizer Verwaltungshauptsitz von Sandoz ist in Rotkreuz ZG in der Gemeinde Risch im Kanton Zug.
Im November 2018 wurde bekannt, dass Novartis Sandoz in den nächsten zwei Jahren in eine eigenständige Einheit umbauen will. Im August 2022 wurde bekannt, dass Sandoz in eine eigenständige Aktiengesellschaft ausgegliedert und an die Börse gehen soll. Am 15. September 2023 stimmten die Aktionäre an einer ausserordentlichen Generalversammlung dafür. Bis Mitte 2024 soll ein neuer Hauptsitz in Basel bezogen werden. Der zehnköpfige Verwaltungsrat soll u. a. aus folgenden Personen bestehen: Gilbert Ghostine (Verwaltungsratspräsident), François-Xavier Roger, Urs Riedener, Karen Huebscher, Remco Steenbergen, Aarti Shah und Shamiram Feinglass.
Im März 2019 wurde bekannt, dass der CEO Richard Francis aus persönlichen Gründen zurückgetreten ist und Francesco Balestrieri, der Europachef von Sandoz, die Leitung ad interim übernommen hat. Nach eigenen Angaben ist Sandoz bei Biosimilar-Behandlungen in Europa Marktführer und liegt weltweit hinter Pfizer und Amgen auf dem dritten Platz.

## Sandoz Österreich

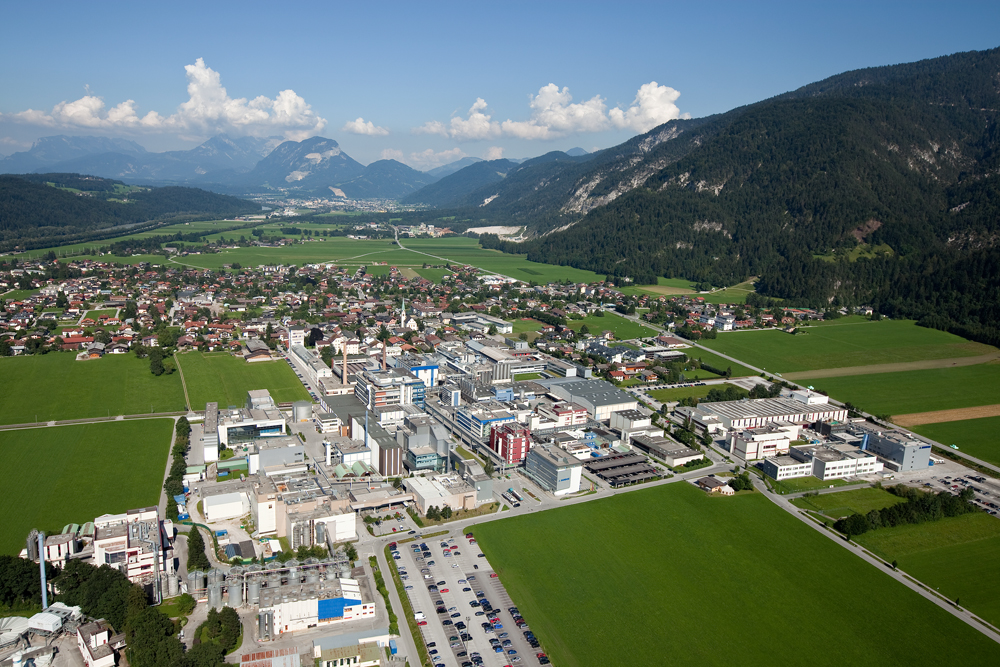
Sandoz in Kundl

In Kundl im Tiroler Unterinntal ist der Sitz der österreichischen Sandoz GmbH auf dem Gelände der ehemaligen Kundler Brauerei. Hier begann 1946 die Biochemie GmbH mit sechs Mitarbeitern die Produktion von Penicillin.
Das Unternehmen wurde 1964 in die Schweizerische Novartis-Gruppe – damals noch Sandoz AG – eingegliedert. 2003 fasste Novartis seine Generika-Aktivitäten unter dem erneut eingeführten Namen Sandoz zusammen – die Biochemie GmbH wurde zur Sandoz GmbH.
Heute entwickelt und erzeugt die österreichische Sandoz GmbH generische, patentfreie Arzneien sowie eine breite Palette pharmazeutischer und biotechnologischer Wirkstoffe. Dabei gehört das Unternehmen zu den grössten Herstellern von Antibiotika. Mit den Wirkstoffen der österreichischen Sandoz können jährlich eine Milliarde Patienten gegen bakterielle Infektionskrankheiten wie Tuberkulose, Mittelohrentzündung oder auch Entzündungen der Rachenmandeln und der Bronchien behandelt werden. Pro Jahr verlassen ungefähr 190 Millionen Arzneimittel-Packungen das Werk Kundl, die in über hundert Ländern eingesetzt werden.
Insgesamt beschäftigte die Sandoz GmbH Ende 2009 2866 Mitarbeiter. Alleine in den letzten acht vorausgegangenen Jahren hat sich die Zahl der Mitarbeiter jährlich um rund hundert erhöht. 2013 waren es bereits 3657 Mitarbeiter mit einem Akademikeranteil von über zwanzig Prozent.
Mehr als 610 Mitarbeiter sind in Forschung und Entwicklung beschäftigt. Ein weiterer Fokus liegt auf der Entwicklung schwierig herzustellender Generika. Diese Spezialprodukte basieren auf besonderen Formulierungen wie beispielsweise Transdermalpflastern, Implantaten und Retard-Tabletten.
In den beiden Tiroler Standorten Kundl und Schaftenau werden schon seit vielen Jahrzehnten biotechnologische Arzneimittel entwickelt und produziert. Deshalb sind sie wichtige Kompetenzzentren innerhalb der Sandoz und Novartis Gruppe. Sie erzeugen Wirkstoffe nicht nur für den eigenen Bedarf, sondern auch für andere Pharma- und Biotech-Unternehmen. Die jahrzehntelange Erfahrung auf dem Gebiet der Biotechnologie bildet die Grundlage für das neue Geschäftsfeld der Biosimilars.
Ein weiterer Standort in Österreich ist die EBEWE in Unterach am Attersee in Oberösterreich.

## Sandoz-Grossbrand in Schweizerhalle 1986
Am 1. November 1986 ereignete sich in einer 1350 Tonnen Chemikalien enthaltenden Lagerhalle der damaligen Sandoz in Schweizerhalle ein Grossbrand. Der dicke Rauch, der Gestank und die unbekannte Zusammensetzung der Verbrennungsgase veranlassten die Behörden der Nachbargemeinden, die Bevölkerung frühmorgens mit allgemeinem Sirenenalarm zu alarmieren, auch wurde eine mehrstündige Ausgangssperre verhängt. Menschen erlitten keine akuten Schäden, mit Ausnahme von drei Personen mit vorbestehendem Asthma, die Hospitalisierung benötigten. Jedoch gelangten über das Löschwasser die Giftstoffe in den Rhein, wo sie ein grosses Fischsterben auslösten.
Am 11. November 1986 konnte durch die Analyse von Wasserproben nachgewiesen werden, dass zeitgleich zur Rheinverschmutzung durch das kontaminierte Löschwasser aus dem Sandoz-Areal auch 400 kg Atrazin, ein Herbizid, vom benachbarten Chemieunternehmen Ciba-Geigy in den Rhein geleitet worden waren.
Der offizielle Untersuchungsbericht gelangte (nur „aufgrund theoretischer Überlegungen“) zum Schluss, dass beim Verpacken von Paletten mit Berliner Blau die falsche Handhabung eines Heissluftgebläses zu einem Glutherd führte, der als Ursache gelten könnte. Die nachfolgenden Gerichtsverfahren führten jedoch zu keiner Verurteilung. Das Werk gehört heute zu Clariant.
Sandoz hat den Brandplatz in Schweizerhalle nicht vollständig geräumt. Sie hinterliess eine Deponie. Diese enthält Schadstoffe vom Brand vom 1. November 1986. Diese Deponie gefährdet noch heute einen benachbarten Trinkwasserbrunnen der Gemeinde Muttenz. Es gelangen mehr Brand-Schadstoffe in das Grundwasser, als 1989/90 zwischen Sandoz und Behörden verbindlich vereinbart. Der Pharmakonzern Novartis als Rechtsnachfolger von Sandoz und die Umweltbehörden des Kantons Basel-Landschaft nehmen dies in Kauf (Stand 2010).
Zur Erinnerung an die Katastrophe befindet sich im Kreuzgang des Basler Münsters die Plastik Markttische von Bettina Eichin.

## Rezeption
Im November 2005 berichtete der Stern, das Unternehmen habe mit einer Praxissoftware namens Quincy win Ärzte bei der Verschreibung beeinflusst.
Wie die Zeit im Bild laut Ausgabe vom 9. Februar 2011 recherchieren konnte, soll im Oktober 2010 das britische Pharmazie-Grosshandelsunternehmen Archimedes etwa 525 Gramm des Narkosemittels Thiopental im Wert von etwa 27'560 Euro in die Vereinigten Staaten geliefert haben, welches bei der österreichischen Niederlassung von Sandoz hergestellt worden sei. Der Abnehmer des Betäubungsmittels soll das kalifornische Staatsgefängnis San Quentin sein, in dem das Mittel seit 2010 zur Betäubung der Todeskandidaten vor der eigentlichen Hinrichtungsspritze eingesetzt wird. Der österreichische Gesundheitsminister Alois Stöger forderte Sandoz unmittelbar nach Bekanntwerden des Vorgangs auf, eine missbräuchliche Verwendung der produzierten Medikamente zu verhindern und auszuschliessen. Sandoz erklärte, sie könne die Verwendung weder bestätigen noch ausschliessen. Archimedes sei jedenfalls kein Kunde und allein für die Einhaltung einer Vermarktungserlaubnis in Grossbritannien verantwortlich. Sandoz vermarkte injizierbares Thiopental, welches von der WHO als essential drug klassifiziert sei, in 50 Ländern weltweit, allerdings nicht in den USA und in Grossbritannien.